# Codex Calixtinus
Codex Calixtinus (također Compostellus ) glavna je potvrda Liber Sancti Jacobija iz 12. stoljeća ili Knjige svetog Jakova. To je pseudoepigraf koji se pripisuje papi Kalistu II. ; njegov glavni autor ili sastavljač naziva se "Pseudo-Callixtus", često identificiran s francuskim učenjakom Aymeric Picaudom. Najvjerojatniji datum sastavljanja kodeksa je razdoblje od 1138. do 1145.
Zamišljen je kao antologija detaljnih uputa i savjeta za hodočasnike koji su slijedili Put svetog Jakova do svetišta apostola Svetog Jakova Velikog, smještenog u katedrali Santiago de Compostela, Galicija (Španjolska). Zbirka uključuje propovijedi, izvještaje o čudima i liturgijske tekstove povezane sa svetim Jakovom te niz višeglasnih glazbenih djela. U njemu se također nalaze opisi rute, umjetnina koja se vide putem i običaje lokalnog stanovništva.

## Povijest
Sastavljanje Codex Calixtinusa vremenski prethodi 1173. godini, a najvjerojatnije se događalo tijekom kasnih 1130-ih do ranih 1140-ih. Za ovu je kompilaciju najvjerojatnije zaslužan francuski učenjak Aymeric Picaud. Svaka od pet knjiga prethodi pseudoepigrafskom pismu koje se pripisuje papi Kalistu II. (u. 1124.):356. Dodatak sadrži pismo pape Inocenta II. (u. 1143.), koje predstavlja gotova djela Santiagu. Postoje neki tragovi koji upućuju na kasniji datum oko 1160. godine, ali nijedan od njih ne čini nemogućim datum oko 1140. godine. Čuda u knjizi II prepričana su s datumima, između 1080. i 1135. godine, tako da se završetak zbirke može sa sigurnošću datirati između 1135. i 1173. godine, a s najvećom vjerojatnošću u 1140-te.
Iako pojedinačni tekstovi imaju složenu povijest, a svaka od pet knjiga vjerojatno je postojala prije njihovog sastavljanja u jednoj "enciklopediji za hodočašće i kult svetog Jakova", Codex Calixtinus je arhetipski rukopis za kompozitni Liber sancti Jacobi. Zbog toga se izrazi Liber sancti Jacobi i Codex Calixtinus često koriste naizmjenično.
Povijesni sadržaj zbirke je pojava Svetog Jakova kao zaštitnika borbe protiv islama u Iberiji. Najstariju kopiju Codexa, poznatu pod nazivom Ripoll (po samostanu Santa Maria de Ripoll u Kataloniji ), 1173. godine izradio je redovnik Arnaldo de Monte. Ovaj datum služi kao terminus ante quem za sastavljanje Liber (isključujući dodatke).:359. Postoje mnogi kasniji primjerci djela.
Codex Calixtinus dugo se čuvao u arhivu katedrale Santiago de Compostela i tamo ga je ponovno otkrio jezuitski učenjak Padre Fidel Fita 1886.:356. Prvo izdanje teksta pripremio je 1932. Walter Muir Whitehill, a 1944. objavio ga je španjolski Consejo Superior de Investigaciones Científicas, zajedno s muzikološkom studijom Silos-ovog Doma Germán Prado OSB-a, a drugo na minijaturnim ilustracijama Jesúsa Carra García.
Knjiga je ukradena iz sefa u arhivu katedrale 3. srpnja 2011. Španjolski tisak nagađa da je krađa možda pokušaj sramoćenja uprave katedrale zbog loših sigurnosnih mjera ili pokušaj rješavanja osobne ili profesionalne pritužbe.
Kodeks je 4. srpnja 2012. pronađen u garaži bivšeg zaposlenika Katedrale. Bivši zaposlenik, koji se smatrao idejnim tvorcem krađe, i još trojica članova njegove obitelji bili su privedeni i ispitivani dok jedan od njih nije otkrio mjesto gdje se kodeks nalazi. U kući bivšeg zaposlenika pronađeno je i nekoliko drugih vrijednih predmeta ukradenih iz katedrale. Čini se da je kodeks u savršenom stanju, ali morat će se izvršiti dubinska analiza kako bi se provjerio. Bivši zaposlenik katedrale osuđen je za krađu kodeksa i 2,4 milijuna eura iz kutija za prikupljanje milodara, a u veljači 2015. osuđen je na deset godina zatvora.